# Astragalus coarctatus
Astragalus coarctatus е вид растение от семейство Бобови (Fabaceae).

## Разпространение
Разпространен е в Турция.